# Helga þáttr Þórissonar
Helga þáttr Þórissonar es una historia corta (o þáttr) escrita en nórdico antiguo y pertenece al grupo de sagas legendarias que aparecen en Flateyjarbók. Trata de la historia del vikingo Helgi Þórisson (Thorisson) y un episodio en la corte de Olaf Tryggvason.